# Парамолибдат аммония
Парамолибдат аммония — неорганическое соединение, соль аммония и не выделенной парамолибденовой кислоты с формулой (NH4)6Mo7O24, бесцветные (белые) кристаллы, растворимые в воде, образует кристаллогидраты.

## Получение
- Растворение оксида молибдена(VI) в разбавленном холодном растворе аммиака:

{\displaystyle {\mathsf {7MoO_{3}+6(NH_{3}\cdot H_{2}O)\ {\xrightarrow {0^{o}C}}\ (NH_{4})_{6}Mo_{7}O_{24}+3H_{2}O}}}

## Физические свойства
Парамолибдат аммония образует бесцветные (белые) кристаллы.
Образует кристаллогидраты состава (NH4)6Mo7O24•n H2O, где n = 4, 24.
Наиболее изучен кристаллогидрат (NH4)6Mo7O24•4H2O, который образует бесцветные (белые) кристаллы
моноклинной сингонии, пространственная группа P 21/n, параметры ячейки a = 1,0141 нм, b = 3,6125 нм, c = 0,8383 нм, β = 111,98°, Z = 4.

## Химические свойства
- Разлагается при нагревании в несколько стадий:

{\displaystyle {\mathsf {(NH_{4})_{6}Mo_{7}O_{24}\cdot 4H_{2}O\ {\xrightarrow[{-H_{2}O}]{110^{o}C}}\ (NH_{4})_{6}Mo_{7}O_{24}\ {\xrightarrow[{-NH_{3},-H_{2}O}]{200^{o}C}}}}}
{\displaystyle {\mathsf {{\xrightarrow[{-NH_{3},-H_{2}O}]{200^{o}C}}(NH_{4})_{2}Mo_{4}O_{13}\ {\xrightarrow[{-NH_{3},-H_{2}O}]{280-500^{o}C}}\ MoO_{3}}}}
- Реагирует с горячей концентрированной азотной кислотой:

{\displaystyle {\mathsf {(NH_{4})_{6}Mo_{7}O_{24}+6\;HNO_{3}\ {\xrightarrow {100^{o}C}}\ 7\;MoO_{3}\downarrow +\;6\;NH_{4}NO_{3}+3\;H_{2}O}}}
- Реагирует с концентрированными щелочами:

{\displaystyle {\mathsf {(NH_{4})_{6}Mo_{7}O_{24}+14\;NaOH\ {\xrightarrow {}}\ 7\;Na_{2}MoO_{4}+6\;NH_{3}+10\;H_{2}O}}}
- Реагирует с водородом и водой:

{\displaystyle {\mathsf {(NH_{4})_{6}Mo_{7}O_{24}+7\;H_{2}+3\;H_{2}O\ {\xrightarrow {50^{o}C,Pt}}\ 7\;MoO(OH)_{2}\downarrow +6\;(NH_{3}\cdot H_{2}O)}}}
- Используется для качественного и количественного определения фосфорной кислоты:

{\displaystyle {\mathsf {12\;(NH_{4})_{6}Mo_{7}O_{24}+7\;(NH_{4})H_{2}PO_{4}+58\;HNO_{3}\ {\xrightarrow {}}\ 7\;(NH_{4})_{3}[PMo_{12}O_{40}]\downarrow +58\;NH_{4}NO_{3}+36\;H_{2}O}}}